# 현대 슈퍼트럭
현대 슈퍼트럭은 대한민국의 준대형 및 대형트럭이다.

## 개요
1997년 10월에 91A 트럭의 후속 차종으로 출시되었고, 초기에는 Q-디젤 인터쿨러 엔진을 장착했고, 데칼 문양도 모자이크 형태에 연두색이었다. 그러나, 2000년에 현대자동차에서 독자개발한 파워텍 디젤 엔진이 장착되면서, 엔진 출력이 380마력으로 상승하였고, 데칼 색상도 파란색으로 바뀌었다. 2002년식부터 데칼이 유선형으로 바뀌었으며, 파나소닉 02-Din 오디오를 장착한 프리미엄 트림이 추가되고, 동급 최고출력인 440마력 파워텍 엔진도 추가되었다. 여기에 ZF-Astronic 12단 자동변속기 사양을 마련하여 대형트럭의 자동변속기 시대를 열었다. 데칼의 경우, 트랙터나 건설트럭에는 회색 바디에 빨간색 스트라이프 데칼을 사용하며, 카고 모델에는 흰색 바디에 파란색 스트라이프 형태의 데칼을 사용한다. 2004년 6월에 뉴 파워트럭으로 시판됨에 따라 단종되었다.

## 라인업

### 모델별 트림
- PRO
- GOLD
- PREMIUM

### 용도별
- 트랙터
  - 6x2
  - 6x4
  - BC 트랙터
  - 덤프트랙터
- 카고
  - 8톤(4x2 장축/초장축)
  - 8.5톤(4x2 단축/중축)
  - 9.5톤(4x2 중축/단축)
  - 11톤(6x4 장축)
  - 11.5톤(6x4 중축)
  - 14톤(6x4 장축)
  - 16톤(6x4 장축/초장축)
  - 19톤(8x4 초장축)
  - 19.5톤(8x4 단축)
  - 후3축
  - 25톤(10x4 단축,초장축)
- 덤프
  - 8톤(4x2)
  - 15톤(6x4)
  - 24톤(8x4)
- 소방차
  - 살수차
- 탱크로리
  - 분뇨탱크로리
  - 우유탱크로리
  - 주유소탱크로리
- 쓰레기차
  - 음식물쓰레기수거차
  - 일반쓰레기수거차